# Świetlik wyprężony
Świetlik wyprężony (Euphrasia stricta) – gatunek rośliny należący do rodziny zarazowatych (Orobanchaceae). W systematykach Cronquista i Takhtajana zaliczany jest do rodziny trędownikowatych (Scrophulariaceae). 

## Rozmieszczenie
Występuje w całej Europie z wyjątkiem Wysp Brytyjskich. W Polsce roślina pospolita. 

## Morfologia

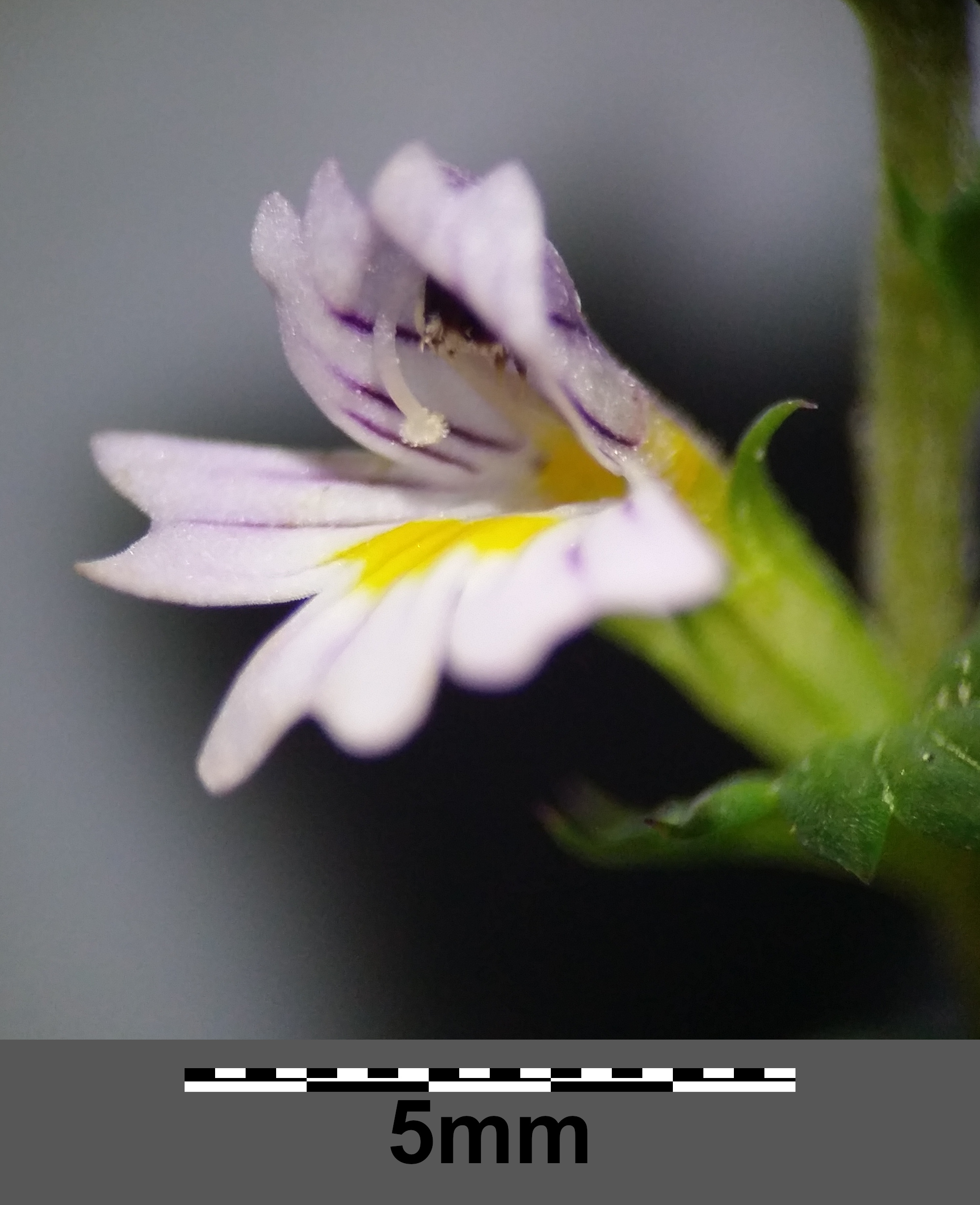
Kwiat

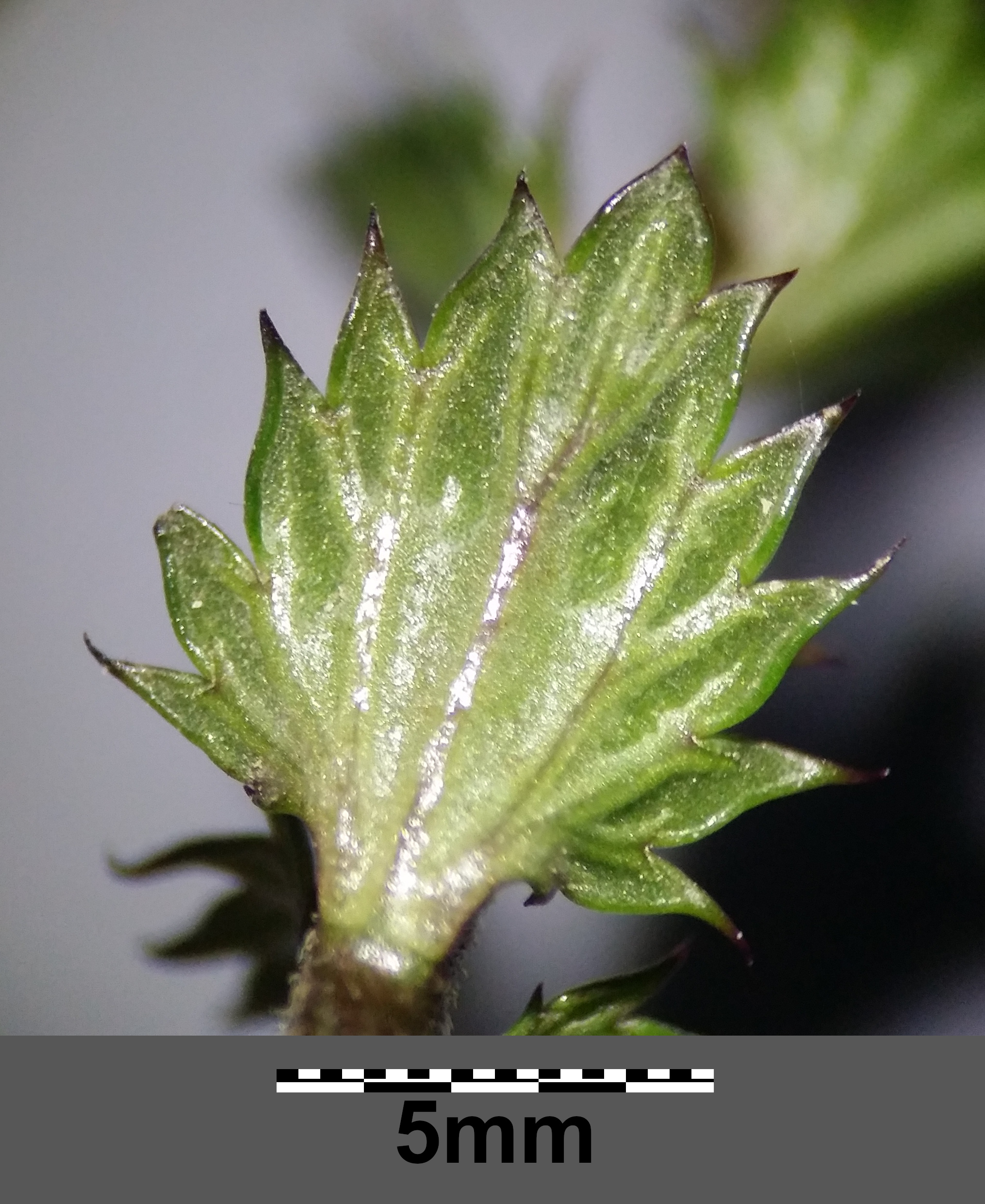
Przysadka

ŁodygaWyprostowana, barwy fioletowej. Owłosiona dość gęsto krótkimi, przylegającymi, skierowanymi w dół włoskami. Rozgałęziona od podstawy, z łukowato podnoszącymi się pędami bocznymi, długość 10 – 30 cm.
LiścieNaprzeciwległe, nagie, przeważnie jajowate, dolne o 1 lub 2 parach tępych ząbków, wyższe o 3-5 parach ząbków ostrych lub krótkoościstych. Przysadki szersze od liści, u nasady klinowato zwężone, nagie lub z pojedynczymi szczecinkami na brzegach, o 4-7 parach ościstych ząbków, ciemnozielonawe lub fioletowawe, po wyschnięciu czerniejące.
KwiatyKielich rurkowato-dzbankowaty, zbiega klinowato w szypułkę, jest nagi lub z włoskami szczecinkowatymi o 4 ościsto zakończonych ząbkach. Korona jest rurkowata, dwuwargowa, z zewnątrz owłosiona włoskami prostymi i gruczołowatymi, bladofioletowa lub biaława z nieco ciemniejszą wargą górną i obrzeżeniem wargi dolnej, z żółtą plamą w gardzieli i ciemnofioletowymi nerwami. Wielkość 0,7 – 1 cm. Kwitnie od lipca do września.
OwoceOwocem jest torebka, do 5 mm długa, wąsko klinowata, owłosiona krótkimi szczecinkami, z podługowatymi nasionami.

## Biologia i ekologia
Roślina jednoroczna, półpasożyt. Siedlisko: suche zbocza, brzegi lasów, zarośla, łąki, przydroża. Występuje do wysokości 2600 m n.p.m. 

## Zastosowanie

### Roślina lecznicza
surowiec zielarski
Surowcem zielarskim jest ziele świetlika. Ziele zbiera się w czasie pełnego kwitnienia rośliny, ścina się je tuż pod rozgałęzieniem. Suszy się szybko w przewiewnych miejscach. Surowiec jest pozbawiony zapachu, smak gorzkawo-słonawy.
Ziele zawiera garbniki, żywice, woski, glikozydy flawonowe, gorycz, olejek eteryczny, kwasy organiczne, sole mineralne.
Działanie i zastosowanie
Działa przeciwzapalnie i ściągająco. Używany przeważnie zewnętrznie w postaci odwarów do przemywań i okładów w schorzeniach oczu, łzawieniu, zapaleniu spojówek oraz przy anginie do płukania gardła. Wewnętrznie stosuje się napary z ziela przy nieżycie żołądka, nadciśnieniu i miażdżycy.